# Aeroportul Mouyondzi
Aeroportul Mouyondzi (IATA: MUY, ICAO: FCBM) este un aeroport din Bouenza, Republica Congo ce deservește zona Mouyondzi⁠(d). A fost numit după zona deservită.
Situat la o altitudine de 509 m, aeroportul dispune de o singură pistă.